# Ekonomisk plan
En ekonomisk plan visar en ekonomisk, juridisk och teknisk beskrivning av en förenings (till exempel en bostadsrättsförening) verksamhet under en längre period. Den ekonomiska planen syftar till att ge externa intressenter en sammanfattad bild av bostadsrättsföreningen. 
Innan en bostadsrättsförening får upplåta lägenheter med bostadsrätt måste föreningen upprätta en ekonomisk plan och registrera den hos Bolagsverket. Ekonomisk plan måste granskas av två stycken intygsgivare behöriga av Boverket.
Här finns också en förteckning över lägenheterna och dess insats och eventuellt upplåtelseavgift. Den ekonomiska planen är offentlig och kan vid behov beställas från Bolagsverket. Sker förändringar av väsentlig betydelse under tiden lägenheterna upplåts skall en ny ekonomisk plan upprättas innan ytterligare bostadsrätter kan upplåtas. I de allra flesta föreningar har endast den ursprungliga ekonomiska planen upprättats. 
Om en bostadsrättsförening, inför upprättande av ekonomisk plan, har ingått köpeavtal där fastighetens pris är slutlig så kan föreningens slutliga anskaffningskostnad anses som känd. Då behöver ingen säkerhet för insatserna ställas för att bostadsrättsföreningen ska få tillstånd att upplåta bostäder med bostadsrätt. 
Om föreningen har ett entreprenadavtal som beskriver vad föreningen har beställt är inte slutkostnaden känd och då behövs konsumentskyddet insatsgaranti för att Bolagsverket skall ge tillståndet. I en entreprenad har nästan alltid entreprenören rätt att få ersättning för vissa kostnadsökningar som denne inte kan råda över som till exempel ändrad moms eller kommunala avgifter. Dessutom kan entreprenören gå i konkurs och då får alltid föreningen en annan kostnad för att upphandla entreprenaden av en annan entreprenör. 